# Церковь Спаса Нерукотворного (Рыбницы)
Церковь Спаса Нерукотворного Образа — православный храм в селе Рыбницы Некрасовского района Ярославской области. Был построен в период с 1789 по 1792 год. Главный престол церкви освящён в честь Спаса Нерукотворного Образа, южный придел — во имя Николая Чудотворца, а северный придел — во имя святого Кирилла Новоезерского.

## История
В начале XVII века село Рыбницы и окрестные земли принадлежали Ксении Романовой (урождённой Шестовой, затем инокине Марфе) — матери царя Михаила Фёдоровича. После её смерти в 1631 году они были переданы Новоспасскому монастырю в Москве. В 1700 году в селе была обретена икона Всемилостивого Спаса. В честь этого события было решено поставить деревянную часовню, однако местные жители продолжали ходить в храм в соседнее село Голышкин Бор. Лишь в 1722 году в Ярославскую духовную консисторию было направлено разрешение Святейшего Синода на строительство храма в Рыбницах. В 1759 году освятили деревянный храм, построенный по заказу екатерининского вельможи и владельца земель, генерал-поручика графа Карла Сиверса. В 1789 году на средства местного крестьянина Кирилла Михайловича Кускова и пожертвования прихожан на месте деревянного возвели каменный храм, прихожанами которого стали жители четырёх деревень (Уткино, Свечкино, Тюмба и Овсяники); в 1791—1792 годах к нему пристроили колокольню, а также северные и западные ворота. В 1867 году последние переделали. В 1878—1884 годах церковь была расписана.
В 1961 году храм был закрыт советскими властями и возвращён верующим только в 1993 году. В 2010 году в результате пожара храм и колокольня серьезно пострадали. В настоящее время ведутся восстановительные работы.

## Архитектура
Пространственно-композиционное решение Спасской церкви отличается ясностью и четкостью. Основной объем (1789) представляет собой высокий четверик из оштукатуренного кирпича, к которому с восточной стороны примыкает сильно выступающая апсида. Он увенчан типично ярославским пятиглавием, которое зрительно увеличивает высоту четверика почти в два раза: четыре высоких узких барабана с центральным световым — основа для главок с чешуйчатым покрытием, имитирующим лемех (изначально были выполнены из оцинкованного железа, после пожара 2010 года обновлены) — тесно приставлены друг к другу. В декоре фасада видна устойчивость традиций ярославского зодчества XVII века: на узкий карниз из тонкой полоски поребрика поставлен фриз из мелких кокошников; углы четверика фланкированы широкими плоскими лопатками. Окна четверика обрамлены прямоугольными наличниками с лучковым завершением из лекального кирпича. Декорированная таким же образом прямоугольная трапезная с двускатным перекрытием, построенная, вероятно, после 1790 года, расположена симметрично по оси восток-запад и соединяет главный храм с четырехъярусной колокольней (1791). Последняя украшена позднеклассичесской лепниной: нижний ярус фланкируют изящные парные колонны коринфского ордера, вероятно, изготовленные приезжими московскими мастерами. На следующем и двух верхних ярусах, они уплощаются — углы фланкированы полуколоннами, затем трёхчетвертными колоннами и, наконец, пилястрами. Такие же колонны украшают частично сохранившиеся северные ворота на кладбище вокруг церкви, украшенные мелкими лепными деталями (головками путти и т. д.). Частично сохранившиеся западные ворота, перестроенные в 1867 году, представляют собой два пилона с арочными нишами по центру.
Прямая архитектурная параллель Спасской церкви — церковь Троицы Живоначальной в Диевом Городище (Некрасовский район, Ярославская область), построенная двумя годами ранее (1787) и состоящая из трех частей: четверика в духе традиционного ярославского зодчества XVII века, пристроенной, но стилистически соответствующей трапезной и классицистической колокольни.

## Интерьер
В притворе и главном здании церкви сохранилась роспись конца XIX — начала XX века. Нижнюю часть левой стены четверика занимают новозаветные сцены из жизни Иисуса Христа («Притча о мытаре и фарисее», «Воскрешение Лазаря», «Чудо в Капернауме»), с правой стороны располагаются сюжеты из жизни Богоматери ("Рождество Богородицы, «Введение во храм», «Успение»). На столбах оконных арок изображены преподобные и мученики. Также частично сохранился трехъярусный иконостас с треугольным завершением с остатками оригинальной резьбы и отдельных деталей. Так, например, входы в диаконник и жертвенник оформлены уже известными трёхчетвертными колоннами коринфского ордера.

## Захоронения
В Спасской церкви крестили и отпевали Александра Опекушина (1838—1923) — русского скульптора. Его похоронили в семейной могиле, рядом с отцом и братом Константином, который долгое время был старостой Спасской церкви. В 1972 году над могилой скульптора было установлено гранитное надгробие, выполненное по проекту архитектора Б. В. Бухты гранитчиком из ярославской художественной мастерской Алексеем Фотиным.
- Вход в церковь
- Настенные росписи
- Могила
А. М. Опекушина